# Predčuvstvie ljubvi
Predčuvstvie ljubvi (Предчувствие любви) è un film del 1982 diretto da Tofik Šachverdiev.

## Trama
Il film racconta di un giovane inventore di nome Sergej, che è in cerca di amore e improvvisamente si innamora di una modesta e affascinante Lena.